# دار ولد زيدوح
دار ولد زيدوح هي بَلْدَةٌ مغربيةٌ تَقَعُ في سَهْلِ تادْلَةَ بمُحاذاةِ نَهْرِ أُمِّ الرَّبيعِ وعلى ضِفَّتِهِ اليُسْرى. هي أَيْضًا مَرْكَزُ جَماعَةِ دار ولد زيدوح القَرَوِيَّةِ التَّابِعَةِ لإِقْلِيمِ الفقيه ابن صالح بجِهَةِ بني ملال خنيفرة. بَلَغَ عَدَدُ سُكَّانِ الجماعةِ 31،170 نَسَمَةً حَسَبَ إحْصاءِ ذي القَعْدَةِ 1435 (2014 م).
تُوجَدُ دار ولد زيدوح على تُرابِ قبيلةِ بني موسى، وتُعَدُّ من بَيْنِ أَقْدَمِ مَراكِزِها. يُعقَدُ فيها كُلَّ يَوْمِ إثْنَيْنٍ سوقٌ أُسْبُوعِيٌّ.